# Taça das Cidades com Feiras de 1968–69
A Taça das Cidades com Feiras de 1968–69 foi a 11ª edição da Taça das Cidades com Feiras. A competição foi vencida pelo Newcastle United, que obteve o seu primeiro troféu internacional, ao derrotar, em duas partidas, os húngaros do Újpest.

## Primeira Ronda
| Equipe 1                 | Total   | Equipe 2                 | 1.º jogo | 2.º jogo   |
| ------------------------ | ------- | ------------------------ | -------- | ---------- |
| Chelsea FC               | 9-3     | Greenock Morton          | 5-0      | 4-3        |
| K. Beerschot VAC         | 2-3     | DWS                      | 1-1      | 1-2        |
| Glasgow Rangers          | 2-1     | FK Vojvodina             | 2-0      | 0-1        |
| DOS Utrecht              | 2-3     | Dundalk FC               | 1-1      | 1-2 (a.p.) |
| RDC Molenbeek            | 2-3     | Panathinaikos            | 2-1      | 0-2        |
| Athletic Club            | 3-3 (*) | Liverpool FC             | 2-1      | 1-2 (a.p.) |
| Lausanne Sports          | 0-4     | Juventus                 | 0-2      | 0-2        |
| FC Wacker Innsbruck      | 2-5     | Eintracht Frankfurt      | 2-2      | 0-3        |
| Slavia Sofia             | 0-2     | Aberdeen FC              | 0-0      | 0-2        |
| PFC Botev Plovdiv        | 3-3     | Real Zaragoza            | 3-1      | 0-2        |
| Sporting CP              | 5-4     | Valencia CF              | 4-0      | 1-4        |
| Newcastle United         | 4-2     | Feyenoord Rotterdam      | 4-0      | 0-2        |
| Vitória FC               | 6-1     | Linfield FC              | 3-0      | 3-1        |
| Olympique Lyonnais       | 1-1 (*) | Académica de Coimbra     | 1-0      | 0-1 (a.p.) |
| Hansa Rostock            | 4-2     | OGC Nice                 | 3-0      | 1-2        |
| Dinamo Zagreb            | 2-3     | Fiorentina               | 1-1      | 1-2        |
| Rapid Bucureşti          | 4-7     | OFK Belgrado             | 3-1      | 1-6 (a.p.) |
| Bologna FC 1909          | 6-2     | FC Basel                 | 4-1      | 2-1        |
| Göztepe                  | 2-2 (*) | Olympique de Marseille   | 2-0      | 0-2 (a.p.) |
| Leixões SC               | 1-1     | FC Arges Pitesti         | 1-1      | 0-0        |
| FC Metz                  | 3-7     | Hamburger SV             | 1-4      | 2-3        |
| Wiener Sport-Club        | 1-5     | SK Slavia Praha          | 1-0      | 0-5        |
| NK Olimpija Ljubljana    | 1-5     | Hibernian FC             | 0-3      | 1-2        |
| 1. FC Lokomotive Leipzig | w/o     | KB (desistiu)            | -        | -          |
| Standard de Liège        | 2-3     | Leeds United             | 0-0      | 2-3        |
| SSC Napoli               | 3-2     | Grasshopper Club         | 3-1      | 0-1        |
| Skeid Fotball            | 2-3     | AIK Solna                | 1-1      | 1-2        |
| Hannover 96              | 4-2     | Boldklubben 1909         | 3-2      | 1-0        |
| Atlético de Madrid       | 2-2     | KSV Waregem              | 2-1      | 0-1        |
| Legia Varsóvia           | 9-2     | TSV 1860 München         | 6-0      | 3-2        |
| Aris Thessaloniki F.C.   | 7-0     | Hibernians FC            | 1-0      | 6-0        |
| Újpest FC                | w/o     | US Luxembourg (desistiu) |          |            |

(*) Eliminatórias decididas por Moeda ao ar

## Segunda Ronda
| Equipa 1               | Total   | Equipa 2                 | 1.ª Mão | 2.ª Mão    |
| ---------------------- | ------- | ------------------------ | ------- | ---------- |
| Chelsea FC             | 0-0 (*) | DWS                      | 0-0     | 0-0 (a.p.) |
| Glasgow Rangers        | 9-1     | Dundalk FC               | 6-1     | 3-0        |
| Panathinaikos          | 0-1     | Athletic Club            | 0-0     | 0-1        |
| Juventus               | 0-1     | Eintracht Frankfurt      | 0-0     | 0-1 (a.p.) |
| Aberdeen FC            | 2-4     | Real Zaragoza            | 2-1     | 0-3        |
| Sporting CP            | 1-2     | Newcastle United         | 1-1     | 0-1        |
| Vitória FC             | 7-1     | Olympique Lyonnais       | 5-0     | 2-1        |
| Hansa Rostock          | 4-4     | Fiorentina               | 3-2     | 1-2        |
| OFK Belgrado           | 2-1     | Bologna FC 1909          | 1-0     | 1-1        |
| Göztepe                | 5-3     | FC Arges Pitesti         | 3-0     | 2-3        |
| Hamburger SV           | 5-4     | SK Slavia Praha          | 4-1     | 1-3        |
| Hibernian FC           | 4-1     | 1. FC Lokomotive Leipzig | 3-1     | 1-0        |
| Leeds United           | 2-2 (*) | SSC Napoli               | 2-0     | 0-2 (a.p.) |
| AIK Solna              | 6-7     | Hannover 96              | 4-2     | 2-5        |
| KSV Waregem            | 1-2     | Legia Varsóvia           | 1-0     | 0-2        |
| Aris Thessaloniki F.C. | 2-11    | Újpest FC                | 1-2     | 1-9        |

(*) Eliminatórias decididas por Moeda ao ar

## Oitavos de Final
| Equipa 1       | Total | Equipa 2            | 1.ª Mão | 2.ª Mão |
| -------------- | ----- | ------------------- | ------- | ------- |
| DWS            | 1-4   | Glasgow Rangers     | 0-2     | 1-2     |
| Athletic Club  | 2-1   | Eintracht Frankfurt | 1-0     | 1-1     |
| Real Zaragoza  | 4-4   | Newcastle United    | 3-2     | 1-2     |
| Vitória FC     | 4-2   | Fiorentina          | 3-0     | 1-2     |
| OFK Belgrado   | 3-3   | Göztepe             | 3-1     | 0-2     |
| Hamburger SV   | 2-2   | Hibernian FC        | 1-0     | 1-2     |
| Leeds United   | 7-2   | Hannover 96         | 5-1     | 2-1     |
| Legia Varsóvia | 2-3   | Újpest FC           | 0-1     | 2-2     |

## Quartos de Final
| Equipa 1         | Total | Equipa 2                | 1.ª Mão | 2.ª Mão |
| ---------------- | ----- | ----------------------- | ------- | ------- |
| Glasgow Rangers  | 4-3   | Athletic Club           | 4-1     | 0-2     |
| Newcastle United | 6-4   | Vitória FC              | 5-1     | 1-3     |
| Göztepe          | w/o   | Hamburger SV (desistiu) | -       | -       |
| Leeds United     | 0-3   | Újpest FC               | 0-1     | 0-2     |

## Meias Finais
| Equipa 1        | Total | Equipa 2         | 1.ª Mão | 2.ª Mão |
| --------------- | ----- | ---------------- | ------- | ------- |
| Glasgow Rangers | 0-2   | Newcastle United | 0-0     | 0-2     |
| Göztepe         | 1-8   | Újpest FC        | 1-4     | 0-4     |

## Final
| Equipa 1         | Total | Equipa 2  | 1.ª Mão | 2.ª Mão |
| ---------------- | ----- | --------- | ------- | ------- |
| Newcastle United | 6-2   | Újpest FC | 3-0     | 3-2     |